# Dendrocoptes
Dendrocoptes is een geslacht van vogels uit de familie spechten (Picidae). Het geslacht telt drie soorten.

## Kenmerken
Het zijn middelgrote vogels, vaak zwart wit gekleurd met ook plekken rood in het verenkleed, meestal op de kop.

## Leefwijze
Het zijn typische bosbewoners die nestelen in holtes die ze zelf uithakken in dode bomen of afgestorven delen van levende bomen. Het zijn overwegend insecteneters, maar zij foerageren ook op bessen en noten.
In Nederland komt één soort als broedvogel voor, de middelste bonte specht (Dendrocoptes medius). 

## Soorten
- Dendrocoptes auriceps – Bruinvoorhoofdspecht
- Dendrocoptes dorae – Arabische specht
- Dendrocoptes medius – Middelste bonte specht